# Vaivoda

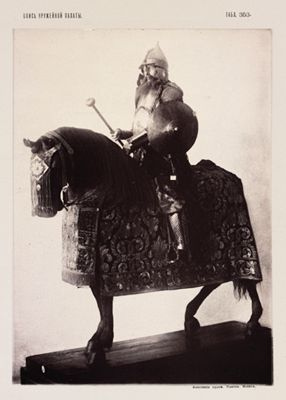

Vaivoda o voivoda (ruso: воеводa; en búlgaro: войвода; en ucraniano: воєвода; serbocroata: војводa o vojvoda; polaco: wojewoda; húngaro: vajda) es un término de origen eslavo con el que se designaba al gobernador de una provincia aunque, en origen, se refería al comandante principal de una fuerza militar. El territorio bajo su administración o gobierno se conoce como «voivodato». Asimismo, esta palabra se ha traducido a menudo como «palatino» o «conde palatino», cuya jurisdicción se denominaba «palatinado».
Vaivoda se utilizó en la Edad Media en Bohemia, Bulgaria, Hungría, Polonia, Croacia, Rusia, Serbia, Valaquia, Moldavia y Transilvania y era el equivalente del turco «sancaqbey» (bey era un oficial militar que normalmente era un rango menor al pachá, a cargo de un sanjacado o distrito de una provincia otomana o valiato). Más tarde, el vaivoda se convirtió en el máximo rango militar en los principados de Montenegro y Serbia, en el Reino de Yugoslavia y entre los Chetniks.
Wojewoda es la palabra que designa al gobernador de provincias, o województwo, de la Polonia actual.
En los principados danubianos de Moldavia y Valaquia, vaivoda era uno de los títulos del príncipe soberano, aunque tributario del Imperio otomano. Al parecer ocurrió lo mismo con Transilvania antes de que los húngaros la conquistaran, ya que permaneció como título de un principado autónomo incluso después de la conquista.
Los líderes de los rebeldes haiduti (Хайдути) de Bulgaria bajo el Imperio otomano se llamaban voevodes (el singular en búlgaro es войвода, voivoda).